# Oberoende staters samvälde
Oberoende staters samvälde (förkortat OSS) är ett samvälde bestående av de tidigare sovjetrepublikerna, förutom baltstaterna, Georgien och Ukraina. Det grundades i början av december 1991, då presidenterna i Ryssland, Ukraina och Belarus samlades och beslöt i Belavezjaavtalet att bilda en lösare sammanslutning, samt att därigenom upplösa Sovjetunionen. Georgien deltog inte från början, men beslöt 1993 att gå med. Den 12 augusti 2008 meddelade Georgiens president att landet lämnade OSS, som en direkt följd av kriget i Sydossetien i augusti 2008. 2005 drog sig Turkmenistan ur som permanent medlem, men fortsatte att vara associerad medlem. 2018 deklarerade Ukraina officiellt att de lämnade OSS.
Medlemsländerna i Oberoende staters samvälde var[Borde det i stället stå "är"?] i alla avseenden självständiga stater. I internationella sportsammanhang uppträdde dock under en kort övergångsperiod gemensamma lag för OSS i olika sporter som ersättare för Sovjetunionen, bland annat i Europamästerskapet i fotboll 1992 men inte i Olympiska vinterspelen 1992 eller Olympiska sommarspelen 1992. I OS kallade man sig istället för Förenade laget, där även deltagare från Georgien var med. I OS använde man den olympiska flaggan eftersom det inte fanns någon egen flagga för OSS, medan man i Fotbolls-EM använde en vit flagga med bokstäverna CIS (förkortning för det engelska namnet på samväldet, Commonwealth of Independent States).

## Historia
Organisationen grundades den 8 december 1991 av Ryssland, Ukraina och Belarus, när ledarna för de tre länderna, Boris Jeltsin, Leonid Kravtjuk och Stanislaŭ Sjusjkevitj, möttes i Bialowiezaskogen norr om Brest i Belarus och signerade Belavezjaavtalet vid Sovjetunionens upplösning och skapade OSS som en efterträdare till Sovjetunionen. Vid samma tillfälle tillkännagav de att den nya organisationen skulle vara öppen för alla tidigare sovjetrepubliker, såväl som alla andra nationer som delar samma mål. OSS stadgar angav att alla medlemsstater var suveräna och självständiga stater.
Den 21 december 1991 gick ytterligare åtta tidigare sovjetrepubliker, Armenien, Azerbajdzjan, Kazakstan, Kirgizistan, Moldavien, Tadzjikistan, Turkmenistan och Uzbekistan, med i OSS och räknades retroaktivt som grundande medlemmar vid sidan av Ryssland, Ukraina och Belarus. Därmed hade organisationen elva medlemsstater. Den 26 december bekräftades besluten genom att Sovjetunionens högsta sovjet (parlament) fattade motsvarande beslut; enligt dess beslut upplöstes Sovjetunionen formellt vid nyårsslaget 1991–1992.
Georgien gick med två år senare, den 3 december 1993. De tre baltiska länderna, Estland, Lettland och Litauen, som hade tillåtits lämna Sovjetunionen redan i september 1991, gick inte med i OSS och valde istället att gå med i Europeiska gemenskapen.

### Militär struktur
Jevgenij Sjaposjnikov utsågs från början till överbefälhavare över OSS militära styrkor, det vill säga i praktiken Sovjetunionens militärmakt, eftersom de enskilda länderna ännu inte hade några egna militära styrkor. När Boris Jeltsin blev rysk försvarsminister den 7 maj 1992 kastades Sjaposjnikov och hans personal ut från försvarsministeriet och generalstabsbyggnaderna och gavs kontor i före detta Warszawapaktens högkvarter på Leningradskij Prospekt 41 i de norra utkanterna av Moskva. Sjaposjnikov avgick i juni 1993.
I december 1993 togs högkvarteret för OSS militära styrkor bort. Istället skapade OSS råd för försvarsministrar ett militärsamarbetskoordineringshögkvarter i Moskva, till hälften finansierat av Ryssland. General Viktor Samsonov utsågs till personalchef.

### Medlemsstatus för OSS-länderna
Belavezjaavtalet fortsatte att vara OSS viktigaste grundläggande dokument till januari 1993, när OSS stadgar (ryska: Устав, Ustav) trädde i kraft. Stadgarna formaliserade medlemskapsformen: en medlemsstat definieras som en stat som ratificerar OSS stadgar. Turkmenistan har inte ratificerat stadgarna och ändrade sin medlemsstatus till att vara associerad medlem den 26 augusti 2005 för att vara konsekvent med sin FN-erkända internationella neutralitetsstatus. Ukraina, en av de tre grundarstaterna som signerade och ratificerade Belavezjaavtalet i december 1991, ratificerade aldrig OSS stadgar och blev därmed inte en rättslig medlem enligt dessa.
| Land         | Signerat         | Ratificerat       | Stadgar ratificerade |
| ------------ | ---------------- | ----------------- | -------------------- |
| Armenien     | 21 december 1991 | 18 februari 1992  | 16 mars 1994         |
| Azerbajdzjan | 21 december 1991 | 24 september 1993 | 14 december 1993     |
| Kazakstan    | 21 december 1991 | 23 december 1991  | 20 april 1994        |
| Kirgizistan  | 21 december 1991 | 6 mars 1992       | 12 april 1994        |
| Moldavien    | 21 december 1991 | 8 april 1994      | 27 juni 1994         |
| Ryssland     | 8 december 1991  | 12 december 1991  | 20 juli 1993         |
| Tadzjikistan | 21 december 1991 | 26 juni 1993      | 4 augusti 1993       |
| Turkmenistan | 21 december 1991 | 26 december 1991  | —                    |
| Uzbekistan   | 21 december 1991 | 1 april 1992      | 9 februari 1994      |
| Belarus      | 8 december 1991  | 10 december 1991  | 18 januari 1994      |

Mellan 2003 och 2005 upplevde tre av OSS medlemsstater en ändring av regimerna i en serie av färgrevolutioner: Eduard Sjevardnadze störtades i Georgien, Viktor Jusjtjenko valdes i Ukraina och Askar Akajev störtades i Kirgizistan. I februari 2006 lämnade Georgien Försvarsministerrådet med uttalandet att ”Georgien har som mål att gå med i Nato och kan inte vara med i två militärallianser samtidigt”. I mars 2007 uttryckte Igor Ivanov, det ryska säkerhetsrådets sekreterare, sina tvivel om OSS nytta och betonade att Eurasiska ekonomiska gemenskapen blivit en mer kompetent organisation för att förena de största länderna inom OSS.

#### Tidigare medlemsstater
| Land     | Signerat        | Ratificerat      | Stadgar ratificerade | Drog sig ur     | Verkställdes    |
| -------- | --------------- | ---------------- | -------------------- | --------------- | --------------- |
| Georgien | —               | 3 december 1993  | 19 april 1994        | 18 augusti 2008 | 17 augusti 2009 |
| Ukraina  | 8 december 1991 | 10 december 1991 | —                    | 19 maj 2018     |                 |

Efter kriget i Georgien 2008 meddelade president Micheil Saakasjvili under ett offentligt tal i huvudstaden Tbilisi att Georgien kommer att lämna OSS, och det georgiska parlamentet röstade enhälligt för ett utträde den 14 augusti 2008. Den 18 augusti meddelade Georgiens utrikesministerium OSS exekutiva kommitté om beslutet, vilket trädde i kraft den 17 augusti 2009.
Den 19 maj 2018 meddelade Ukrainas dåvarande president Petro Porosjenkos presstjänst att presidenten samma dag undertecknat ett dekret om att landet lämnar OSS.

### Verkställande sekreterare för OSS

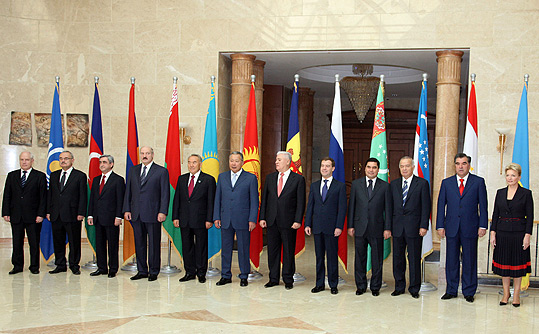
Möte för OSS ledare i Bisjkek 2008.

| Namn              | Land     | Tid                            |
| ----------------- | -------- | ------------------------------ |
| Ivan Korottjenja  | Belarus  | 26 december 1991–29 april 1998 |
| Boris Berezovskij | Ryssland | 29 april 1998–4 mars 1999      |
| Ivan Korottjenja  | Belarus  | 4 mars–2 april 1999            |
| Jurij Jarov       | Ryssland | 2 april 1999–14 juni 2004      |
| Vladimir Rusjailo | Ryssland | 14 juni 2004–5 oktober 2007    |
| Sergej Lebedev    | Ryssland | sedan 5 oktober 2007           |

## Ryska språket
Ryssland har uppmanat att ryska ska få officiell status i alla OSS medlemsstater. Än så länge är ryska officiellt språk i fyra av dess stater: Ryssland, Belarus, Kazakstan och Kirgizistan. Ryska är även ansett som ett officiellt språk i regionen Transnistrien, samt i den autonoma regionen Gagauzien i Moldavien. Viktor Janukovytj, den proryska presidentkandidaten i det kontroversiella presidentvalet i Ukraina 2004, deklarerade sin avsikt att göra ryska till ett andra officiellt språk i Ukraina. Dock gjorde vinnaren Viktor Jusjtjenko inte så eftersom han var mer nära allierad med den ukrainsktalande befolkningen. Janukovitj vann presidentvalet i Ukraina 2010, och hade då under sin tid vid makten fortfarande för avsikt att göra ryska till ett andra officiellt språk.